# کریم سنجابی
کریم بختیار سنجابی (زاده ۱۲۸۳ – درگذشته ۱۳ تیر ۱۳۷۴) سیاستمدار ایرانی، نماینده مجلس شورای ملی، استاد دانشکده حقوق دانشگاه تهران و از رهبران جبهه ملی ایران و حزب ایران، وزیر فرهنگ دولت محمد مصدق و وزیر خارجه ایران در دولت مهدی بازرگان بود.

## تولد و تحصیل
کریم سنجابی درسال ۱۲۸۳ در کرمانشاه متولد شد. پدرش قاسم‌خان، سردار ناصر رئیس ایل سنجابی بود. در بحران جنگ جهانی اول و مهاجرت خانواده‌اش، حساب و هندسه را نزد سلیمان‌میرزا اسکندری و علوم دیگر را نزد آقا میرزا طاهر تنکابنی و سهراب‌زاده فرا گرفت. سیزده ساله بود که ایل سنجابی مورد حمله و تاراج انگلیسی‌ها قرار گرفت. پدرش را اسیر کرده و به بغداد فرستادند و ایل سنجابی نیز به کرمانشاه کوچ داده شد. در این زمان سنجابی دورۀ اول متوسطه را به پایان رسانده‌بود. در سال ۱۳۰۰ به تهران آمد و در مدرسۀ عالی علوم سیاسی ثبت نام کرد. پس از دریافت دیپلم عالی، به مدرسۀ عالی حقوق رفت و در سال ۱۳۰۷ با نخستین گروه محصلان اعزامی به اروپا، راهی پاریس شد. در پاریس با ارائۀ پایان‌نامۀ خود تحت عنوان «اصلاحات کشاورزی و کشاورزان در ایران» موفق به دریافت دکترای دولتی حقوق عمومی از دانشگاه پاریس شد.
سنجابی پس از بازگشت به ایران در سال ۱۳۱۳ به سمت دانشیار دانشکدۀ حقوق و علوم سیاسی و اقتصادی دانشگاه تهران منصوب شد و حقوق اداری را درس می‌داد. او پس از ۵ سال که به درجۀ استاد تمام رسید، به استخدام وزارت فرهنگ درآمد و سپس در فاصلۀ سال‌های ۱۳۲۳ تا ۱۳۲۵ (خ) رئیس دانشکدۀ حقوق شد.

## خانواده
در سال ۱۳۱۵ با فخرالملوک اردلان (خواهر علی اردلان) ازدواج کرد که حاصل این ازدواج سه پسر و یک دختر بود. فرزند بزرگ او خسرو (سام) (۲۰۱۳-۱۹۳۷) در سالهای دهه ۳۰ خورشیدی به امریکا رفت و در آنچا با یک دختر امریکایی ازدواج کرد. خسرو یک کارآفرین موفق بود از جمله برند هایی که او ایجاد کرد رستورانهای صبحانه گرند اسلم ، رستوران‌های Joby's، مزرعه های بادام، گردو و برنج در اطراف چیکو و برند Trophy Ammo که در زمینه مهمات شکار شهرت جهانی دارد. پسر دوم او دکتر پرویز سنجابی یک جراح در امریکاست و پسر سوم او سعید سنجابی است.

## فعالیت سیاسی
سنجابی از بنیانگذاران حزب میهن بود و بعدها به حزب ایران پیوست و در سال ۱۳۲۵ حزب ایران با حزب توده ائتلاف کرد. در تحصن دربار بر سر انتخابات مجلس شانزدهم با مصدق همراه بوده و از آن پس به عضویت جبهه ملی ایران درآمد. مدت کوتاهی به سمت وزارت فرهنگ در دولت مصدق رسید. سنجابی برای اینکه مجلس در دست طرفداران مصدق باقی بماند از وزارت استعفا کرد و به نمایندگی مردم کرمانشاه در مجلس رسید. در خرداد ۱۳۳۱ در دعوای میان ایران و انگلستان در بحران شرکت نفت انگلیس و ایران، ایران سنجابی را به عنوان قاضی اختصاصی خود در این پرونده به دیوان دادگستری بین‌المللی معرفی کرد. (در پرونده‌های دیوان بین‌المللی هر یک از دو کشور حق معرفی یک قاضی اختصاصی را دارند. یکی از قضات دیوان به نام آرنولد مک نایر تبعه انگلستان بود.)

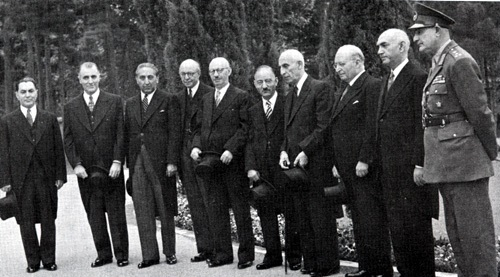
سنجابی (نفر اول از چپ) در کابینه دولت محمد مصدق

سنجابی، قاضی اختصاصی ایران در دیوان بین‌المللی دادگستری در پرونده نفت ایران و انگلیس پس از کودتای ۲۸ مرداد حدود ۱۹ ماه مخفی بود و در نهایت باتوجه به موقعیت بین‌المللی و با شفاعت حشمت‌الدوله والاتبار آزاد شده و به دانشگاه بازگشت و تا سال ۱۳۳۸ فعالیت سیاسی نداشت. با تشکیل جبهه ملی دوم در سال ۱۳۴۰ سنجابی وارد فعالیت شد ولی در نهایت با بروز اختلافاتی میان علی امینی و جبهه ملی و سرکوب دانشجویان دانشگاه، در نهایت امینی کنار گذاشته شد. سنجابی نیز به زندان افتاد.

## سنجابی و انقلاب ۱۳۵۷

### سفر به امریکا
سنجابی پس از آزاد شدن از زندان پهلوي درخواست بازنشستگی کرد. سپس او به آمریکا عزیمت و در سال ۱۳۵۰ به ایران بازگشت و فعالیت‌های محدودی به همراه یارانش آغاز کرد تا آنکه در سال ۱۳۵۵ با به وجود آمدن فضای مناسب شروع به فعالیت کردند.

### نامه سه امضایی
در خرداد ۵۶ او به همراه داریوش فروهر و شاپور بختیار نامه سرگشاده معروف را به شاه نوشته و او را از ادامه سیاست‌هایش بر حذر داشتند.
 خلاصه متن نامه سه امضایی ۲۲ خرداد ۱۳۵۶ به شاه
پیشگاه اعلیحضرت همایونی، شاهنشاه
افزایندگی تنگناها و نابسامانیهای سیاسی، اجتماعی و اقتصادی کشور چنان دورنمای خطرناکی را در برابر دیدگان هر ایرانی قرار داده که امضاء کنندگان زیر بنابر وظیفه ملی و دینی در برابر خدا و خلق خدا با توجه به اینکه در مقامات پارلمانی و قضایی و دولتی کشور کسی را که صاحب تشخیص و تصمیم بوده، مسئولیت و مأموریتی غیر از پیروی از «منویات ملوکانه» داشته باشد نمی‌شناسیم و در حالی که تمام امور مملکت از طریق صدور فرمانها انجام می‌شود و انتخاب نمایندگان ملت و انشاء قوانین و تأسیس حزب و حتی انقلاب در کف اقتدار شخص اعلیحضرت قرار دارد که همه اختیارات و افتخارات و بنابراین مسئولیتها را منحصر و متوجه به خود فرموده‌اند این مشروحه را علی‌رغم خطرات سنگین تقدیم حضور می‌نماییم.
... بنابراین تنها راه بازگشت و رشد ایمان و شخصیت فردی و همکاری ملی و خلاصی از تنگناها و دشواری‌هایی که آینده ایران را تهدید می‌کند ترک حکومت استبدادی، تمکین مطلق به اصول مشروطیت، احیاء حقوق ملت، احترام واقعی به قانون اساسی و اعلامیه جهانی حقوق بشر، انصراف از حزب واحد، آزادی مطبوعات، آزادی زندانیان و تبعید شدگان سیاسی و استقرار حکومتی است که متکی بر اکثریت نمایندگان منتخب از طرف ملت باشد و خود را بر طبق قانون اساسی مسئول اداره مملکت بداند.
در ۲۲ خرداد ۱۳۵۶ پس از انتشار این نامه، در خانه کریم سنجابی، داریوش فروهر، مهندس مهدی بازرگان و رحمتالله مقدم مراغه ای بمب‌گذاری صورت گرفت که کریم سنجابی فرد عبدالمجید مجیدی را عامل این بمب‌گذاری معرفی کرد.

 کریم سنجابی / شاپور بختیار/ داریوش فروهر

### سفر به نوفل لوشاتو و با آیت الله خمینی و اعلام بیانیه سه ماده‌ای
کریم سنجابی که دبیرکل جبهه ملی ایران بود در آبان ۱۳۵۷ در جریان سفر خود به کانادا برای اجلاس بین‌المللی سوسیالیست‌ها به پاریس رفت و با همراهی ابولحسن بنی‌صدر، سلامتیان و سایر ملیون در پاریس به دیدار خمینی رفت. وی در جلسه‌ای در خانه حسین مهدوی اعلامیه سه ماده‌ای را نوشته و به ابوالحسن بنی‌صدر  می‌دهد تا وی به خمینی برساند. روز بعد پس از بنی‌صدر به همراه احمد سلامتیان و  محمود مانیان آن را به خمینی می‌رساند و خمینی پس از اضافه کردن کلمه استقلال به متن موافقت خود را با این متن اعلام می‌نماید. در این بیانیه‌ای ۳ ماده‌ای پایان رژیم سلطنتی، مراجعه به آراء مردم و لزوم برقراری دموکراسی بر اساس موازین اسلام و دموکراسی و استقلال را اعلام کرد.

### بیانیه سه ماده‌ای
متن بیانیه اعلام مواضع سنجابی بدین شرح است:
بسمه تعالی
یکشنبه چهارم ذیحجه ۱۳۹۸ مطابق با چهاردهم آبان ماه ۱۳۵۷
1. سلطنت کنونی ایران با نقض مداوم قوانین اساسی و اعمال ظلم و ستم و ترویج فساد و تسلیم در برابر سیاست بیگانه فاقد پایگاه قانونی و شرعی است.
2. جنبش ملی اسلامی ایران با وجود بقای نظام سلطنتی غیرقانونی، با هیچ ترکیب حکومتی موافقت نخواهد کرد.
3. نظام حکومت ملی ایران باید براساس موازین اسلام و دموکراسی و استقلال به وسیله مراجعه به آراء عمومی تعیین گردد.

 کریم سنجابی
سنجابی پس از صدور اعلامیه معروف سه ماده‌ای که به دنبال دیدار با خمینی انتشار یافته بود، در مقابل دوربین تلویزیون‌های بین‌المللی در خانه خود در تهران در آغاز یک مصاحبه مطبوعاتی، همراه داریوش فروهر دستگیر شد.

## تصدی وزارت خارجه
سنجابی پس از انقلاب به مدت ۵۵ روز وزیر امور خارجه مهدی بازرگان در دولت موقت بود، اما به دلیل مشکلات فراوان استعفا داد.

## جبهه ملی چهارم
در روز ۲۸ آبان ۱۳۵۸ اتحاد نیروهای جبهه ملی طی صدور بیانیه‌ای اعلام موجودیت کرد. به موجب این اعلامیه سوسیالیست‌های نهضت ملی ایران، حزب ایران و حزب ملت ایران عناصر متشکله جبهه ملی چهارم بودند. مهندس کاظم حسیبی به‌عنوان رئیس شورای مرکزی به همراه کریم سنجابی، شاپور بختیار، داریوش فروهر و رضا شایان به‌عنوان اعضای کمیته مرکزی انتخاب شدند.
در ۲۲ اسفند ۱۳۵۷ کریم سنجابی به همراه دوستان مبارزاتی خود ناصر یمین مردوخی کردستانی و مهندس کاظم حسیبی طی اعلامیه از عموم مردم برای مشارکت در بازسازی جبهه ملی ایران دعوت عمل آوردند و با کمک اعضای جبهه ملی اقدام به راه‌اندازی باشگاه جبهه ملی نمودند. سنجابی عضویت در شورای انقلاب را با وجود پیشنهاد مطهری و بهشتی نپذیرفت و در حقیقت با اینکار شانس خود را برای پذیرش پست نخست‌وزیری از دست داد. سنجابی در این مورد می‌گوید: مطهری و بهشتی از طرف خمینی از او برای شرکت در شورای انقلاب دعوت کردند ولی وی نپذیرفت.
جبهه ملی به رهبری سنجابی پس از اندک زمانی به دلیل مواضع سکولار و دموکراسی خواهانه رو در روی نظام قرار گرفتند. جبهه ملی ایران حادثه بحران گروگان‌گیری در سفارت آمریکا را محکوم کرد و انتخابات قانون اساسی را نیز تحریم نمود و با قانون اساسی نوشته شده توسط خبرگان مخالفت کرد. اعضای جبهه ملی در اولین دوره انتخابات شورای ملی پس از انقلاب شرکت نمودند و برخی از آنان که رای آورده بودند یا در مجلس اعتبارنامه‌هایشان مورد تصویب قرار نگرفت یا انتخابات باطل شد. مانند انتخابات کرمانشاه و ابطال آن به منظور جلوگیری از ورود سنجابی به مجلس روی داد.

## حکم ارتداد
هنگام تقدیم لایحه قصاص برگرفته از احکام شرع به مجلس به اوج خود رسید. در آن هنگام جبهه ملی در اعلامیه‌ای چنین عنوان کرد:
... هموطنان شرافتمند مردم غیور و آزادیخواه ایران. در شرایطی که همه آزادیهای فردی و اجتماعی توسط هیأت حاکمه مستبد و انحصارگر زیر پا نهاده شده و استقلال مملکت در معرض خطرات جدی قرار دارد... و بالاخره در شرایطی که انقلاب بزرگ ملت را از کلیه هدفهای بنیادی خود منحرف کرده‌اند از شما دعوت می‌کنیم که ساعت ۴ بعد از ظهر روز دوشنبه بیست و پنجم خرداد ۱۳۶۰ در گردهمایی و راهپیمایی جبهه ملی بانگ اعتراض خود را به گوش جهانیان برسانیم.
او مردم را به راهپیمایی ضد سیاست‌های حاکمیت دعوت نمود. تظاهرات ۲۵ خرداد ۱۳۶۰ انجام شد که با درگیری‌هایی همراه بود. از صبح روز راهپیمایی خمینی در برابر آن موضع گرفت و سران جبهه ملی را با فتوایی به ارتداد متهم ساخت.

## اختفا و خروج از کشور
پس از اعلام ارتداد جبهه ملی توسط آیت الله خمینی و دستگیری اعضای جبهه ملی سنجابی به مدت ۱۴ ماه مخفی بود و سرانجام از راه کردستان به ترکیه و از آن به پاریس و سپس به ایالات متحده آمریکا رفت. سنجابی در کتاب خاطرات خود به نام امیدها و ناامیدی‌ها در این مورد چنین می‌گوید:
«... چند روز بعد از ۲۵ خرداد ۶۰ ما خانه‌های خود را ترک کردیم و در حال اختفای مطلق افتادیم و در حال اختفا بود که آقای علی اردلان، ورجاوند، مسعود حجازی و عده زیادی از فعالان ما را گرفتند و توقیف کردند و، یکی از آنها، یکی از بازاریهای فداکار و رفیق ما بنام کریم دستمالچی را هم اعدام کردند. شنیدیم به خانه ما ریخته اثاثه آن را غارت کرده و خانه را در تصرف گرفته‌اند …» «... من و همسرم پس از ۱۴ ماه اختفای همیشه آمیخته با وحشت و نگرانی تن به بار گران فرار و هجرت از وطن دادیم و روزچهارشنبه ششم مرداد ۱۳۶۱ مطابق با ۲۸ ژوئیه با اتوبوس کوچکی که دوستان ما فراهم کرده بودند… با چشمانی اشکبار عزیزان خود را پشت سر گذاشتیم …»
سنجابی پس از اقامت کوتاهی در ترکیه به پاریس رفت و بعد از چهل روز اقامت در پاریس ۲۸ شهریور ۱۳۶۱ وارد سانفرانسیسکو در آمریکا شد.

## درگذشت
کریم سنجابی در ۱۳ تیر ۱۳۷۴ در سن ۹۰ سالگی در شهر کاربوندیل در جنوب ایالت ایلینوی آمریکا درگذشت و همان‌جا به خاک سپرده شد.

## امیدها و ناامیدی‌ها
کتاب امیدها و ناامیدی‌ها مجموعه‌ای است از مصاحبه‌های کریم سنجابی که برای پروژهٔ تاریخ شفاهی دانشگاه هاروارد تهیه شده و بعداً به‌صورت کتاب درآمده‌است. این کتاب در ایران با نام خاطرات سیاسی کریم سنجابی توسط انتشارات صدای معاصر منتشر شده‌است. در حقیقت هسته مرکزی این خاطرات را چگونگی شکل‌گیری جبهه ملی ایران و فعالیت‌ها و تحولات و سرنوشت آن تشکیل می‌دهد.